# Timothée Demeillers
Timothée Demeillers, né en 1984 à Angers, est un romancier et un journaliste français.

## Biographie
Timothée Demeillers fait des études à Angers en hypokhâgne puis à l'institut d'études politiques de Lille.
Après ses études, il s'installe à Prague où il travaille comme guide culturel en Europe de l'Est et rédacteur de guides de voyage.
Il publie son premier roman en 2014, Prague, faubourgs Est, une fiction désenchantée sur la transition démocratique à l'Est.
En 2017, sort son deuxième roman, Jusqu'à la bête, un texte social noir dont l'action se situe dans un abattoir de l'Ouest de la France (réédité en 2023 en poche). Le roman reçoit le prix des Jeunes romanciers du festival du Touquet-Paris-Plage, le prix Calibre 47 au salon "Polar Encontre", le prix du deuxième roman du festival de Grignan et le prix Hors Champs des Bibliothèques pour tous.
En 2018, il bénéficie d'une bourse d’écriture du Programme Stendhal Hors les Murs de l'Institut français afin de se rendre en Serbie et en Croatie. Publié en septembre 2020, son troisième roman, Demain la brume, décrit la jeunesse française et croate à la veille des guerres de Yougoslavie. Avec ce roman, il est lauréat du prix Hors Concours 2021.
En 2022, il co-écrit avec Grégoire Osoha Voyage au Liberland, enquête sur le Liberland, une micro-nation libertarienne entre Serbie et Croatie.
En parallèle, il poursuit un travail journalistique en Europe de l'Est et dans les Balkans à travers l'écriture d'articles ou de réalisation de films documentaires.

## Œuvre

### Romans
- Prague, faubourgs Est, Asphalte éditions, coll. « Fictions Asphalte » (2014)  (ISBN 978-2-918767-47-3)
- Jusqu'à la bête, Asphalte éditions, coll. « Fictions Asphalte » (2017)  (ISBN 978-2-918767-71-8)
- Demain la brume, Asphalte éditions, coll. « Fictions Asphalte » (2020)  (ISBN 978-2-36533-101-2)
- Voyage au Liberland[2], co-écrit avec Grégoire Osoha, éditions Marchialy (2022)  (ISBN 978-2-38134-021-0)
- Jusqu'à la bête[3], Asphalte éditions, coll. Asphalte Poche (2023)  (ISBN 978-2-36533-118-0)
- Le tumulte et l'oubli, Asphalte éditions, coll. « Fictions Asphalte » (2024)  (ISBN 978-2-365331-35-7)

### Nouvelle
- Enfin, Pantin in Banlieues parisiennes Noir, chez Asphalte éditions, coll. « Asphalte Noir (Nouvelles noires) » (2019)  (ISBN 978-2-918767-86-2)

### Articles
- Le dernier Yougoslave, revue Bouts du Monde, automne 2014[4] (ISBN 978-2-919497-17-1)
- Un Rambo au Kosovo, co-écrit avec Marine Dumeurger, revue XXI, n° 42, printemps 2018[5]  (ISBN 978-2-35638-135-4)

### Films documentaires
- Vukovar(s), co-réalisé avec Grégoire Osoha, Quilombo Films, TV Tours Val de Loire, 2016[6]
- Kosovo, troubles identitaires, co-réalisé avec Grégoire Osoha, TSVP Prod, Public Sénat, 2018[7],[8]

### Albums
- La Fabuleuse Métamorphose d'Elisabeth Psallette , L'École des loisirs,  (ISBN 978-2-211337-65-6)

## Prix et distinctions

### Prix
- Prix des Jeunes romanciers Le Touquet-Paris Plage 2017 pour Jusqu'à la bête[9]
- Prix du deuxième roman 2018 du festival de Grignan pour Jusqu'à la bête[10]
- Prix Calibre 47 2018 au salon “Polar’ Encontre” pour Jusqu'à la bête[11]
- Prix Hors Champs des bibliothèques pour tous 2019 pour Jusqu'à la bête[12],[13]
- Prix Hors Concours 2021 pour Demain la brume[14],[15]

### Nominations
- Prix du roman d'Entreprise et du travail 2018  pour Jusqu'à la bête[16]
- Prix littéraire des étudiants de Sciences Po 2021 pour Demain la brume[17]

### Bourses et résidences
- Bourse de découverte du Centre national du livre, 2015
- Hors les murs Stendhal, Institut français, lauréat 2018[18]
- Bourse de création du Centre national du livre, 2020